# Olivija Baleišytė
Olivija Baleišytė, née le 3 septembre 1998 à Panevėžys, est une coureuse cycliste lituanienne, spécialiste de la piste.

## Biographie
Au cours des championnats d'Europe de poursuite juniors de 2016, elle améliore le record du monde de la discipline détenu par Amy Cure depuis 6 ans. Ce record est battu l'année suivante par Letizia Paternoster.

## Palmarès sur route

### Par années
- 2018
  - 2e du championnat de Lituanie du contre-la-montre
- 2021
  - 3e du championnat de Lituanie sur route
  - 3e du championnat de Lituanie du contre-la-montre
- 2022
  - 2e du championnat de Lituanie sur route
- 2023
  -  Championne de Lituanie sur route
  -  Championne de Lituanie du contre-la-montre
- 2024
  -  Championne de Lituanie sur route
  -  Championne de Lituanie du contre-la-montre
  - 2e du Tour d'Estonie

### Classements mondiaux
| Année                                 | 2018 | 2019 | 2020 | 2021 | 2022 | 2023 | 2024 |
| ------------------------------------- | ---- | ---- | ---- | ---- | ---- | ---- | ---- |
| Classement UCI                        | 399e | nc   | 192e | 234e | 344e | 239e | 227e |
|                                       |      |      |      |      |      |      |      |
| Légende : nc = non classéSource : UCI |      |      |      |      |      |      |      |

## Palmarès sur piste

### Jeux olympiques
- Tokyo 2020
  - 17e de l'omnium
- Paris 2024
  - 11e de l'omnium

### Championnats du monde
- Pruszków 2019
  - 6e du scratch
  - 22e de l'omnium
  - Abandon lors de la course aux points

### Coupe du monde
- 2017-2018
  - 3e du classement général de l'omnium
  - 3e du scratch à Pruszków
- 2018-2019
  - 2e du scratch à Milton

### Coupe des nations
- 2021
  - 3e de l'élimination à Saint-Pétersbourg

### Ligue des champions
- 2021
  - 2e du scratch à Palma
- 2023
  - 3e du scratch à Londres (II)

### Championnats d'Europe
| Édition / Épreuve                 | Poursuite individuelle | Omnium | Course à l'élimination | Course aux points | Scratch |
| Athènes 2015 (juniors)            | Bronze                 |        |                        |                   |         |
| Montichiari 2016 (juniors)        | Or                     |        |                        |                   |         |
| Anadia 2017 (espoirs)             |                        |        | Argent                 |                   |         |
| Fiorenzuola d'Arda 2020 (espoirs) |                        | Bronze |                        |                   |         |
| Munich 2022                       |                        | 16e    | 6e                     |                   |         |
| Granges 2023                      |                        | 12e    |                        | 18e               | 13e     |

### Championnats nationaux
- 2017
  -  Championne de Lituanie de poursuite
  -  Championne de Lituanie de la course aux points
  -  Championne de Lituanie d'omnium
  -  Championne de Lituanie de la course à l'élimination
- 2018
  -  Championne de Lituanie de poursuite
  -  Championne de Lituanie de la course aux points
  -  Championne de Lituanie de scratch
  -  Championne de Lituanie d'omnium
- 2019
  -  Championne de Lituanie de poursuite
  -  Championne de Lituanie de scratch
  -  Championne de Lituanie d'omnium
  -  Championne de Lituanie de la course à l'élimination
- 2020
  -  Championne de Lituanie d'omnium
- 2022
  -  Championne de Lituanie de vitesse par équipes
  -  Championne de Lituanie de scratch
  -  Championne de Lituanie d'omnium